# Brochamento
Brochamento é o processo de corte feito com uma brocha, ou seja uma sequência de cinzéis que aumentam em tamanho, de modo que cada cinzel corta um pouco mais fundo do que o anterior. Por sua vez, a brocha é uma ferramenta de corte estática com vários dentes a pouca distancia entre eles e com diâmetros progressivamente maiores.

## História
O conceito de brocagem remonta ao início da década de 1850, com as primeiras aplicações usadas para cortar chaveiros em polias e engrenagens. Após a Primeira Guerra Mundial, o broaching foi usado para canos de armas. Nas décadas de 1920 e 30 as tolerâncias foram apertadas e o custo reduzido graças aos avanços nas máquinas de moagem e broqueamento de formas.

## Uso

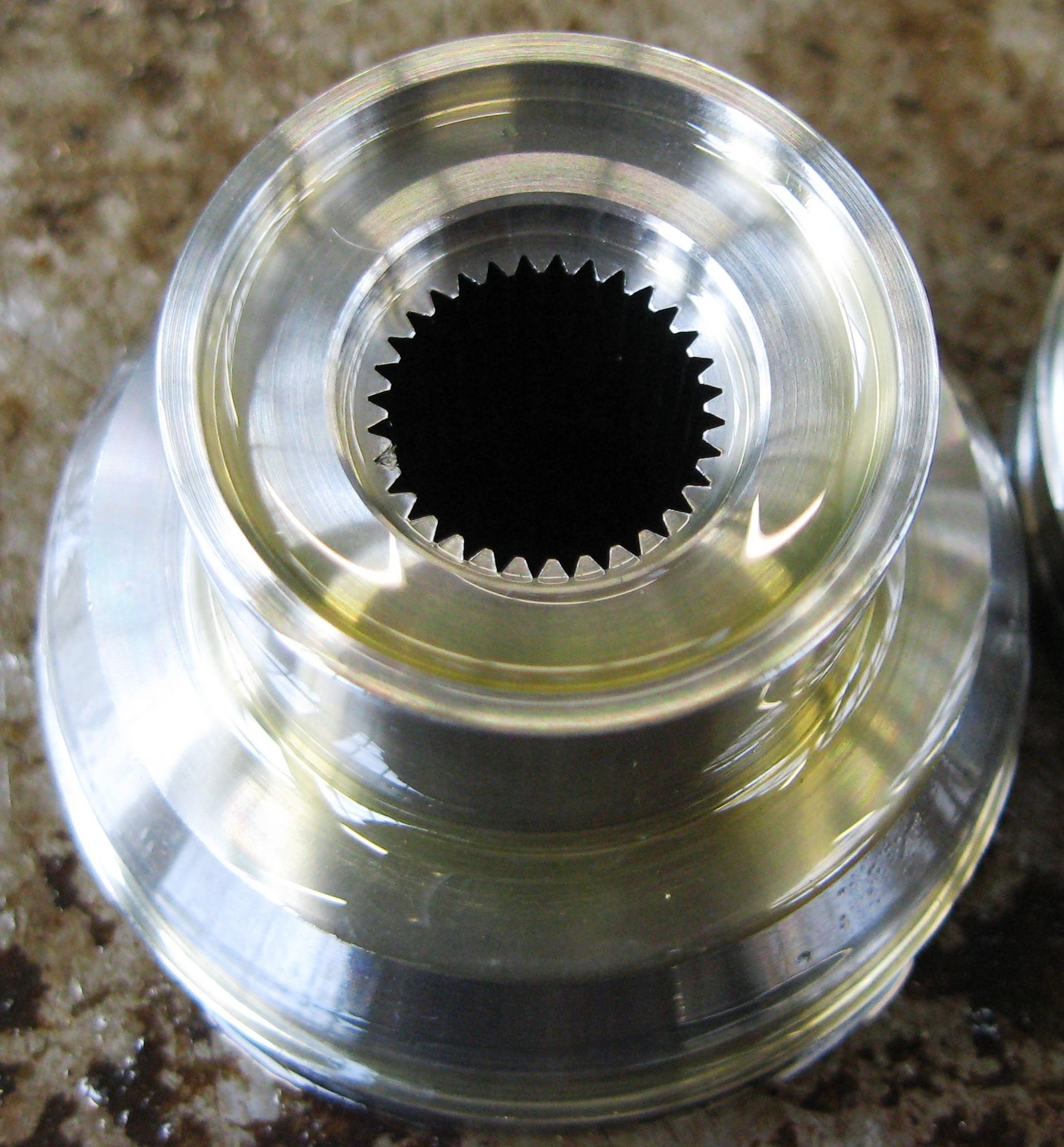
Um exemplo de uma peça de trabalho brochada. Aqui o perfil de broaching é um spline.

A brocagem foi originalmente desenvolvida para usinagem de chaveiros internos. No entanto, logo foi descoberto que a brocagem é muito útil para usinagem de outras superfícies e formas para peças de alto volume. Como cada broche é especializado para cortar apenas uma forma, ou o broche deve ser especialmente projetado para a geometria da peça de trabalho ou a peça deve ser projetada em torno de uma geometria de broche padrão. Uma personalizada geralmente só é viável com peças de alto volume, porque a broca pode custar de US$ 15 000 a US$ 30 000 para ser produzida.
As velocidades de broaching variam de 20 a 120 pés de superfície por minuto (SFPM). Isso resulta em um tempo de ciclo completo de 5 a 30 segundos. A maior parte do tempo é consumida pelo curso de retorno, manuseio de brocas e carga e descarga de peças.
As únicas limitações na brocagem são que não há obstruções ao longo do comprimento da superfície a ser usinada, a geometria a ser cortada não tem curvas em múltiplos planos, e que a peça de trabalho é forte o suficiente para suportar as forças envolvidas. Especificamente para a brocagem interna, um furo deve existir primeiro na peça de trabalho para que a possa entrar.  Além disso, há limites para o tamanho dos cortes internos. Os orifícios internos comuns podem variar de 3,2 a 152,4 mm (0,125 a 6 pol.) de diâmetro, mas é possível atingir uma faixa de 1,3 a 330,2 mm (0,05 a 13 pol). O alcance das brochas de superfície é geralmente de 0,075 a 10 pol (1,9 a 254,0 mm), embora o intervalo viável seja de 0,02 a 20 pol (0,51 a 508,00 mm).
As tolerâncias são geralmente de ±0,002 pol (±0,05 mm), mas em aplicações precisas uma tolerância de ±0,0005 pol (±0,01 mm) pode ser mantida. Os acabamentos de superfície são geralmente entre 16 e 63 micropolegadas (μin), mas podem variar de 8 a 125 μin.  Pode haver pequenas rebarbas no lado de saída do corte.

A brocagem funciona melhor em materiais mais macios, como latão, bronze, ligas de cobre, alumínio, grafite, borrachas duras, madeira, compósitos e plástico. No entanto, ainda tem uma boa classificação de usinabilidade em aços macios e aços de usinagem livre. Na brochagem, a usinabilidade está intimamente relacionada à dureza do material. Para aços a faixa de dureza ideal é entre 16 e 24 Rockwell C (HRC); uma dureza maior que HRC 35 embotará o brochar rapidamente. A brocagem é mais difícil em materiais mais duros, aço inoxidável e titânio, mas ainda é possível.